# Valentín Esparó Giralt
Valentín Esparó Giralt (Sallagosa, 1792 - Barcelona, 9 de febrero de 1859) fue un industrial catalán.

## Biografía
Hijo de Jaume Esparó y de Maria Giralt, naturales de Sallagosa (Alta Cerdanya). Se estableció en Barcelona, donde en 1831 se convirtió en uno de los accionistas de la sociedad Bonaplata, Vilaregut, Rull y Cía, que construyó el Vapor Bonaplata. Se casó con Dolors Bonaplata, hija de Salvador Bonaplata y Corriol.   Cuando la fábrica fue destruida durante las bullangues de 1835 era uno de los administradores. En 1838 adquirió lo que quedaba de la fábrica y estableció una fundición. 
De 1838 a 1840 fue presidente de la Comisión de Fábricas de Hilados, Tejidos y Estampados de Algodón y formó parte de los comités paritarios de obreros y patronos. En 1848 fue uno de los promotores del Instituto Industrial de Cataluña, entidad defensora del proteccionismo, y presidió la sección de fundición y construcción de máquinas. Ambas entidades, la Comisión y el Instituto, se transformaron en el actual Fomento del Trabajo Nacional.
Concejal (1849) y teniente de alcalde (1850-1851) del ayuntamiento de Barcelona. Erigió la fuente de la plaza del Duque de Medinaceli con el primer monumento realizado en hierro colado en la ciudad, coronado por la escultura de Galceran Marquet, fundido por Valentí Esparó. También instaló en las calles de Barcelona farolas, fuentes y otras decoraciones de hierro. En 1855 fusionó su compañía con la Sociedad La Barcelonesa, fundada en 1838 por Nicolau Tous i Mirapeix y Celedonio Ascacíbar para fundar La Maquinista Terrestre y Marítima .  